# Eevee
Eevee (japanski: イーブイ Ībui) jedan je od 1025 fiktivnih vrsta Pokémona iz medijske franšize Pokémon, skupa Pokémon videoigara, animiranih serija, manga stripova, knjiga, igraćih karata i drugih medija kojima je tvorac Satoshi Tajiri. Svrha je Eeveeja u videoigrama, animiranoj seriji i manga stripovima, kao i svrha ostalih Pokémona, borba s divljim Pokémonima – neukroćenim stvorenjima koje igrači i likovi pronalaze dok kreću na razne avanture – i pripitomljenim Pokémonima drugih Pokémon trenera.

## Etimologijaimena
Ime "Eevee" skraćenica je od riječi evolucija, u kojoj se ovaj Pokémon posebno specijalizirao, jer ima sposobnost da se razvije u sedam različitih vrsta Pokémona. Eevee se u početku trebao zvati "Eon", što je zapravo sufiks svih evolucija Eeveeja (Vaporeon, Jolteon, Flareon, Espeon, Umbreon, Leafeon, Glaceon).

## Pokédex podaci
- Pokémon Red/Blue: Njegov genetski kod veoma je nepravilan. Mutira pri izlaganju zrakama elementarnog kamenja.
- Pokémon Yellow: Njegov je genetski kod nestabilan, pa je sposoban razviti se u nekoliko različitih oblika. Ostalo ih je tek nekoliko na životu.
- Pokémon Gold: Sposoban je izmijeniti sastav svog tijela kako bi se što bolje prilagodio okolini u kojoj živi.
- Pokémon Silver: Njegova nepravilno namještena DNK lako biva izmijenjena utjecajem okoline. Razvija se ako se njegova okolina promijeni.
- Pokémon Crystal: Njegova sposobnost razvijanja u nekoliko različitih oblika dopušta mu da se glatko i savršeno uklopi u svaki okoliš.
- Pokémon Ruby/Sapphire: Eevee ima nestabilan genetski kod koji iznenada mutira pri promjenama u okolišu u kojem živi. Zračenje različitih kamenja izaziva evoluciju u ovom Pokémonu.
- Pokémon Emerald: Eevee ima nestabilan genetski kod koji iznenada mutira pri promjenama u njegovom okolišu. Zračenje različitih kamenja izaziva evoluciju u ovom Pokémonu.
- Pokémon FireRed: Iznimno rijedak Pokémon koji se razvija u jedan od nekoliko različitih oblika ovisno o poticaju.
- Pokémon LeafGreen: Njegov genetski kod veoma je nepravilan. Mutira pri izlaganju zrakama elementarnog kamenja.
- Pokémon Diamond/Pearl: Rijedak Pokémon koji se prilagođava nepovoljnim promjenama u okolišu razvijanjem u jedan od najpodobnijih oblika.

## U videoigrama
Samo je jedan Eevee dostupan u Pokémon Red, Blue, Yellow, FireRed i LeafGreen. Igrač mora posjetiti Celadon Palaču u gradu Celadonu, ući kroz stražnji ulaz, i popeti se do vrha. Poké-lopta koja sadrži napuštenog Eeveeja stajat će na stolu, a igraču je dopušteno da je uzme.
U Pokémon Yellow igri, igraču treba biti dodijeljen Eevee od Prof. Oaka na početku igre. Ipak, igračev suparnik odluči uzeti Eeveeja prije igrača. Zbog toga, igrač dobije Pikachua kao zamjenu. Protivnikov Eevee jedan je od rijetkih Eeveeja kojeg posjeduje neki trener u igri, izuzev samog igrača. Protivnik će razviti Eeveea u jednu od tri moguće evolucije, ovisno o ishodu prve dvije borbe s igračem u gradu Palletu, i kasnije, na zapadu grada Viridiana.
U Pokémon Gold, Silver i Crystal, Bill daje igraču napuštenog Eeveeja kojeg je našao kada se vraćao kući u grad Goldenrod. Eeveeja se isto može dobiti u razmjenu za 6666 žetona u Game Corneru u gradu Celadonu u Gold i Silver verzijama. 
Eeveea se ne može naći u Pokémon Ruby, Sapphire, Emerald i Pokémon Colosseum. Doduše, u Pokémon XD: Gale of Darkness, igrač započinje igru s Eeveejem, kojega kasnije može razviti u bilo koju od pet mogućih evolucija koristeći elementarno Kamenje ili novootkrivenu Sunčanu (Sun Shard) ili Mjesečevu krhotinu (Moon Shard). Razvoj s ova dva predmeta dozvoljen je samo u ovoj igri, dok se Eevee, u drugim igrama, razvija u Espeona i Umbreona već navedenim putem (kombinacijom Sreće i vremena). Doduše, u ovoj igri nije moguće Eeveeja razviti u njegove nove oblike, Leafeona i Glaceona, koji su uvedeni u četvrtoj generaciji.
Statistike Eeveeja prosječne su za Elementarnog Pokémona, ali bi ga se trebalo razviti da bi se iskoristio njegov maksimalni potencijal. Eevee je isto tako jedini Pokémon iz prve generacije koji izgubi svoj prvotni tip (Normalni) kada evoluira.
Eevee je jedan od šesnaest startera u Pokémon Mystery Dungeon videoigrama.

## Tehnike
| Prirodne tehnike                     | Prirodne tehnike | Prirodne tehnike |
| ------------------------------------ | ---------------- | ---------------- |
| Tehnika                              | Vrsta tehnike    | Razina           |
| Obaranje (Tackle)                    | Normalni         |                  |
| Zamah repom (Tail Whip)              | Normalni         |                  |
| Prijateljska ruka (Helping Hand)     | Normalni         |                  |
| Napad pijeskom (Sand-attack)         | Zemljani         | 8                |
| Režanje (Growl)                      | Normalni         | 15               |
| Brzi napad (Quick Attack)            | Normalni         | 22               |
| Ugriz (Bite)                         | Mračni           | 29               |
| Štafeta (Baton Pass)                 | Normalni         | 36               |
| Rušenje (Take Down)                  | Normalni         | 43               |
| Posljednje pribježište (Last Resort) | Normalni         | 50               |
| Adut (Trump Card)                    | Normalni         | 57               |

## Statistike
| HP:      | 55 |  |
| Attack:  | 55 |  |
| Defense: | 50 |  |
| Special: | 65 |  |
| SpAtk:   | 45 |  |
| SpDef:   | 65 |  |
| Speed:   | 55 |  |

Statistika Special korištena je samo tijekom prve generacije; kasnije je podijeljenja na Special Attack i Special Defense statistike.

## U animiranoj seriji
Prvo pojavljivanje Eeveeja u Pokémon animiranoj seriji bilo je u 40. epizodi. U ovoj epizodi, Ash i društvo nailazi na obitelj od četvero braće, od kojih svi imaju (ili su imali) Eeveeja. Troje od četvero braće razvili su svoje Eeveeje u Flareona, Jolteona i Vaporeona, i nagovaraju najmlađeg brata Mikeyja da i on razvije svog Eeveeja. Ono što ne primjećuju jest to da on ne želi razviti svog Eeveeja jer ga voli ovakvog kakav jest. Doduše, kada Tim Raketa ukrade sve Pokémone, Mikey dokaže svojoj braći da njegov Eevee ne treba evoluirati jer sam pobijedi Tim Raketa kada Pokémoni njegove braće nisu uspjeli.
U epizodi 118, Ashov dugogodišnji protivnik Gary Oak koristi svog Eeveeja u borbi protiv Ashova Pikachua. Brock primjećuje kako Eevee ima bistre oči i sjajno krzno, što pokazuje da je na visokoj razini iskustva. Eevee je na posljetku onesvijestio Pikachua, koristeći Rušenje (Take Down). Tracey je isto primijetio da bi se Eevee ubrzo trebao razviti u Pokémona 1. stupnja, što se i dogodilo netom prije epizode 173, u kojoj Ash i njegovo društvo ponovo sreću Garyja i otkrivaju da se Eevee razvio u Umbreona.
U epizodi 185, obitelj od petoro sestara iz grada Ecruteaka (kao i Braća Eevee iz epizode 40) trenerice su različitih evolucija Eeveeja, uključujući Vaporeona, Jolteona, Flareona i Umbreona. Najmlađa sestra, Sakura, ima još nerazvijenog Eeveeja. Ovi Pokémoni pobjeđuju Tim Raketa kada ih oni napadnu zbog očitog razloga: da bi ih ukrali. Sestre se ponovo pojavljuju u epizodi 228, a Sakurin Eevee otada je evoluirao u Espeona te Tim Raketa ponovo pokuša ukrasti njihove Pokémone. Uspiju ukrasti sve Pokémone osim Sakurina Espeona, koji kasnije pobijedi Tim Raketa uz pomoć Asha i društva da bi spasio Pokémone koji pripadaju sestrama njegove trenerice. 
U epizodi 434, Mayino Poké-jaje izlegne se u Eeveeja, čiji potpisni napad postane Mračna loptica (Shadow Ball). May koristi Eeveeja u Pokémon Izložbi (natjecanja gdje se Pokémone ocjenjuje na temelju njihove privlačnosti) te dobije vrpcu (nagrada na Pokémon Izložbama), nakon što pobijedi Brockova Marshtompa u epizodi 444. U epizodi DP075, May se javi Ashu, i obavijesti ga kako se njezin Eevee razvio u Glaceona, Ledenu evoluciju Eeveeja. U finalu Wallace Kupa, May je koristila Glaceona protiv Dawn, ali izgubila.